# إستيل كولر
إستيل كولر (بالإنجليزية: Estelle Kohler)‏ هي ممثلة بريطانية، ولدت في 28 مارس 1940 في جنوب أفريقيا.

## وصلات خارجية
- إستيل كولر على موقع IMDb (الإنجليزية)
- إستيل كولر على موقع قاعدة بيانات الفيلم (الإنجليزية)